# Ханган
Ханга́н (кор. 한강, 漢江, Han-gang, Han'gang, буквально с корейского «река Хан») — важнейшая река в Южной Корее. Образуется слиянием реки Намханган (Южная Хан) с истоками в горах Тхэбэксан и реки Пукханган (Северная Хан) с истоками в горах Кымгансан. Протекает через Сеул, после чего в неё впадает река Имджин. Ханган впадает в залив Канхваман на северо-востоке Жёлтого моря. По нижнему течению реки проходит граница между Республикой Корея и КНДР.
Длина (с эстуарием) — 514 километров, ширина в черте Сеула достигает одного километра. Площадь бассейна — 34,5 тыс. км². Средний расход воды 670 м³/с. Минимальный и максимальный сток различается как 1:318.
Главное течение реки Хан отделяет остров Канхвадо от города Кэсон в Северной Корее.

## Название
А. Н. Ланьков пишет, что название реки не имеет точного перевода, так как «за ним, скорее всего, скрывается некое древнее корейское слово, которое два тысячелетия назад передали иероглифом Хан (в те времена иероглиф этот, кстати, произносился иначе)».
Само название столичного города, известного сегодня как Сеул, в разные эпохи было связано с рекой, на которой он стоит: с 1394 года он назывался Ханян (한양; 漢陽), а в эпоху Чосон — Хансон (한성, 漢城, дословно «(укреплённый) город на реке Хан»).

## Экология и рыболовство
Зимой река частично покрывается льдом. Летом наблюдается «цветение воды» — быстрое размножение микроскопических водорослей на поверхности реки.
По сообщениям KBS World Radio на 2012 год в реке Ханган, на её берегах и островах зарегистрированы 1835 видов животных и растений, в том числе 420 видов насекомых, редкие животные: перламутровка корейская, ящурка Барбура, орлан-белохвост, бычья лягушка; растение хауттюйния.
В реке водятся выдры.
Острова на реке становятся местом обитания перелётных птиц. Водится окунь-ауха.
В феврале 2000 года американская военная база в Сеуле слила формальдегид в канализационную систему, выходящую в Ханган. Южнокорейское правительство пыталось судить американского служащего, но вооружённые силы США отказались передать его южнокорейскому правосудию. Позже южнокорейский судья признал его виновным, но сам осуждённый даже не присутствовал в суде. Общественность была разгневана неспособностью правительства исполнить закон в своей собственной стране. В 2005 году обвиняемый явился в суд; однако, он никогда не отбывал фактического тюремного срока.
Во время наводнения 2013 года, вызванного обильными осадками, погиб один китайский рабочий, ремонтировавший систему городского водопровода в сеульском муниципальном округе Тончжак.

## Изменения русла и рельефа
Исторически река Хан была мелководной — до 3 м глубины, в её русле появлялись и исчезали песчаные отмели и острова. Города и сёла по берегам реки часто страдали от наводнений в сезон муссонных дождей. Одним из крупнейших было наводнение 1925 года. На реке построено несколько дамб и плотин ГЭС, в результате чего уровень воды в нижнем течении заметно повысился и стабилизировался. Также на реке есть несколько станций водозабора и очистки, вода из реки поступает в городской водопровод Сеула. После принятия новых правил, регламентирующих водоснабжение и реконструкции сеульского городского водопровода, мэр Сеула О Се Хун призывал всех жителей города пить водопроводную воду и личным примером убедил многих жителей столицы.

### Пхальданхо (Пхальтанхо)
Пхальданхо (팔당호, озеро Пхальда́н) — искусственное водохранилище объёмом в 250 млн тонн (по другим данным 244 млн тонн) воды, образованное после окончания строительства дамбы Пхальдан в 1973 году. Высота плотины 9 метров, длина 511 м, мощность гидрогенератора 80 000 киловатт. Озеро Пхальданхо является источником пресной воды для Сеула и провинции Кёнги-до.

## Судоходство
В августе 1888 года по Хангану начал совершать пассажирские рейсы пароход.
Река Хан судоходна, но сегодня судоходство затруднено по политическим причинам: в её нижнем течении проходит граница между Республикой Корея и КНДР. Однако в Сеуле популярны короткие туристические маршруты в пределах города.
В 2009 году президент Республики Корея Ли Мён Бак заявил, что будет прорыт судоходный канал, соединяющий реку Хан с Жёлтым морем на южнокорейской территории, около Инчхона. Строительство 18-километрового канала Ара было закончено в 2012 году.
Несмотря на обилие мостов, несколько десятков 8-местных катеров перевозят пассажиров по реке, особенно популярны эти маршруты в час пик, когда город стоит в автомобильных пробках. Можно вызвать и водное такси.
В 2016 году на реке Хан затонуло прогулочное судно, пассажирам и экипажу удалось спастись.

## Притоки
- Имджинган
- Пукханган (북한강)
- Намханган (남한강)
- Янхвачхон (양화천)
- Танчон (탄천) — начинается около города Ёнъина в провинции Кёнгидо, протекает через Соннам, и впадает в Ханган в сеульском районе Каннам.
- Кёмунчхон, Умичхон и Чунчхон впадают в Ханган в городе Кури в провинции Кёнгидо.
- Чхонгечхо́н (ручей Чхонге́) — небольшой ручей в Сеуле, в конце 1950-х и был убран в трубу, над ним построили автомагистраль; в 2005 году по инициативе сеульского мэра Ли Мён Бака Чхонгечхон был вновь открыт и благоустроен: вдоль открытой реки был разбит парк, который стал одной из городских достопримечательностей[23][24]. Открыт «Музей Чхонгечхон»[25].
- Янчжэчхон — ручей в Сеуле.

## Острова
Памсом — остров получил название за свою форму: корейское слово «пам» значит «каштан». Другие названия: Юльдо, Касан, Юльчжу. Площадь: 241 490 м² (по другим данным 273 503 м²). Уровень: 3—5,5 м. Остров периодически частично уходит под воду при сбросе воды с плотины Пальдаль из-за наводнений. 10 февраля 1968 года с острова Памсом в район Мапхогу были переселены все местные жители (443 человека, 62 хозяйства). Земля, песок и камень с этого острова использовались для строительства зданий на Ёыйдо. Спустя какое-то время у берегов необитаемого острова стал скапливаться ил и разрастаться водоросли. В 1988 году остров стал известен как место обитания перелётных птиц в центре города. 10 августа 1999 года мэрия Сеула утвердила за островом статус природоохранной территории.
Ёыйдо (Йоыйдо) — остров площадью 8,4 км², через который в древние времена шла переправа. В XX веке использовался в качестве военного аэродрома: лётное поле построили ещё японцы в 1916 году, с 1945 года аэродром использовали войска США. Сейчас на острове располагаются Национальная Ассамблея Республики Корея, главные теле- и радиовещательные студии и большое количество офисных зданий, в том числе небоскрёб «63» (кор. 63빌딩) с океанариумом и кинотеатром.
Нанджидо, «остров орхидей». Площадь 2,72 млн м². Низкий остров часто затоплялся и на нём в изобилии росли грибы и орхидеи. Потом на острове стали возделывать арахис и сорго. С 1978 по 1996 год на острове располагалась мусорная свалка. К Чемпионату мира по футболу 2002 было решено благоустроить этот район. Весь мусор засыпали толстым слоем земли, уложив трубы для откачки газа, выделяющегося из мусора. Нынешнее название этих мест — «Парк кубка мира»: он подразделяется ещё на несколько парков — Нанджичхон, Ханыль, Ноыль и Пхёнхва.

### Искусственные острова
Сорэ — искусственный остров, который образовался здесь в результате программы развития реки и строительства дороги Олимпхикдэро с 1982 по 1986 год в районе Панпхо между мостами Панпхо и Тончжак. Входит в состав территории «Городского парка отдыха Ханган». На острове растут плакучие ивы и сурепица.
К Саммит G-20 в Сеуле 2010 года планировалось построить искусственный остров, однако не успели и саммит провели в другом месте.
Три искусственных «плавающих острова»: Виста, Вива и Терра — неподалёку от моста Панпхо были построены по инициативе бывшего мэра Сеула О Се Хуна как часть «Плана по возрождению реки Хан». С середины 2011 года «плавающие острова» были открыты для посещения. Как «самые крупные искусственные плавучие острова в мире» они занесены в Книгу рекордов Гиннесса. Общая полезная площадь комплекса составляет 20382 м²., самый большой из них — Виста.
В октябре 2014 года около южной части моста Панпхо был открыт искусственный остров Севит (Севи́т-сом, 세빛섬), состоящий из трёх частей-островков: «Кавит», «Чхэвит» и «Сольвит», общая площадь острова составляет 9209 м² (с учётом мостов — 9995 м²). Надводные части-здания спроектированы «в форме цветка», а по периметру установлены светодиоды, которые красиво освещают остров в вечернее время.

## Мосты через Ханган
До начала XX века мостов через реку не существовало, корейцы пользовались переправами или переходили вброд. Временные понтонные / наплавные мосты наводили, если корейский король (ван) отправлялся в южную часть страны. В самом конце XIX века в Сеуле и его окрестностях появились наплавные мосты, которыми могли пользоваться и простые люди, но за плату: эти мосты были частными предприятиями. В начале XX века плата эта составляла несколько чон (на современные деньги — несколько тысяч вон). Ночью такие мосты обычно закрывались.
Первый постоянный мост через Ханган появился в 1900 году между Мапхо и Норянчжином (мост на этом месте стоит по сей день, только уже современной конструкции). Его построили для железной дороги между Сеулом и Инчхоном.
Мост Индогё начали строить в 1916 году, открыли в 1917 — поскольку автомобилей в то время в Корее было мало, служил он в основном для пешеходов, всадников и гужевых повозок. Ширина моста составляла 7,7 метра, причём проезжая часть была всего 4,5 метра. Уже тогда обозначилась проблема, актуальная для Кореи по сей день — с моста стали прыгать самоубийцы. В 1925 году сильное наводнение разрушило мост Индогё. У городской администрации не было средств на восстановление, и только в 1936 году мост Индогё был полностью восстановлен и реконструирован. В 1982 году в очередной раз реконструировался и расширялся и получил название мост Ханга́н (Ханган-тэгё, 한강대교) и соединяет столичные муниципальные округа Йонсан (к северу от реки) и Тонджак (к югу).
Третий сеульский мост через Ханган — мост Кванджи́н (Кванджин-гё, 광진교), построенный в 1936 году, не сохранился. На его месте в 2003 году был построен новый мост между сеульскими районами Кванджин и Кандон.
В 1950 году во время Корейской войны сапёрами южнокорейской армии, оставлявшей Сеул, был взорван шоссейный мост Ханган-тегё и три железнодорожных моста. Наступающая северокорейская армия навела два пятидесятитонных понтонных моста.
Первый после Корейской войны мост через реку завершён в 1958 году при участии Чон Чжу-ёна, основателя Hyundai Group. У некоторых историков позже возникли подозрения, что тендер на строительство был выигран с помощью коррупции.
Всего через реку был перекинут 31 мост, в том числе 27 автомобильных и 4 железнодорожных. 27 из них связывают северную и южную части Сеула.
Мост Сонсу́ (Сонсу-тегё, кор. 성수대교). Длина 1160 метров. Был построен за два года, стоил 11,58 миллиарда вон, открыт для движения 15 октября 1979 года. 21 октября 1994 года обрушился метало-бетонный мост Сонсу-тегё, погибли 32 человека, 17 пострадали. Причиной обрушения стал некачественный ремонт моста, грубые нарушения при проведении работ, неподходящие дешёвые стройматериалы. Местные жители подписали петицию о полном уничтожении старого моста. Строительство нового моста было поручено компании «Хёндэ». 3 июня 1997 года был открыт новый мост с прежним названием.
Мост Мапхо́ (Мапхо-тегё, 마포대교). Построен в 1970 году; длина моста — 1400 метров, ширина — 25 метров. До 1984 года носил название Соуль-тегё (Сеульский мост). Имел дурную славу «моста смерти», так как многие самоубийцы прыгали с него. В 2013 году власти Сеула предприняли меры, предотвращающие суициды: после консультации с психологами на мосту разместили надписи, призывающие потенциальных самоубийц задуматься, а также изображения вкусной корейской еды и едящих людей. Кроме того, ограждения моста были изменены, чтобы затруднить прыжки с него, установлены системы видеонаблюдения и экстренной связи со службой психологической поддержки. При участии компании Samsung были установлены скульптура под названием «Просто ещё раз», изображающая двух друзей, фотогалерея с изображениями смеющихся детей, пар и пожилых людей.
Мост «Фонтан радуги» (Панпхо́-тегё, 반포대교) — сам мост построен в 1982 году, а самый длинный мост-фонтан в мире (длина моста 570 метров, фонтан по обе стороны — 1140 м) открыт в мае 2009 года. Занесён в Книгу рекордов Гиннесса. По вечерам мост подсвечивается, с помощью насосов изменяется напор струй фонтана — создаётся свето-музыкальная динамическая композиция, которая привлекает туристов и жителей города.
Под мостом Пханпхо находится более старый мост Чамсу́ (Чамсу-гё, 잠수교), построенный в 1976. Стоимость строительства составила 2,86 млрд вон. Его высота всего метр над современным уровнем воды, так что его периодически затопляет. Длина моста Чамсу 795 м, ширина 18 м.
Мост Тончжа́к (Тончжак-тегё, 동작대교) — ферменной конструкции, голубого цвета. Используется автотранспортом и 4 линией сеульского метро: наземная станция «Тонджак» расположена на южном конце моста.
Мост Кимпхо (Кимпхо́-тегё, 김포대교) — соединяет города Кимпхо и Коян в провинции Кёнгидо.
Мост Ильсан (Ильса́н-тегё, 일산대교) — соединяет муниципальный округ Ильсан и Сеул, по нему проходит линия метро.
Олимпийский мост (Олимпи́к-тегё, 올림픽대교) — соединяет сеульские районы Кванджин (к северу от реки) и Сонпха (к югу). Его строительство началось в 1985 году и планировалось завершить к Олимпиаде 1988 года, но из-за разрушения конструкций моста строительство закончилось лишь в 1990. 29 мая 2001 года транспортный вертолёт южнокорейской армии СН-47 «Чинук» был задействован в установке крупной скульптуры, символизирующей олимпийский огонь. Вертолёт упал в реку, три члена экипажа погибли.
Мост Янхва (Янхва́-тэгё, 양화대교) — автомобильный, соединяет сеульские районы Мапхо и Ёндынпхо. Длина 1053 метра. Старый мост был построен в 1965 году компанией Хёндэ, его называли «Второй мост через реку Хан» (제2한강교). Новый мост компания Sambu Construction начала строить в 1979, он был открыт в 1982 году.
Ширина старого моста была 18 метров, нового 16 — м. Был закрыт на реконструкцию в 1996 году, вновь открыт в 2002. В феврале 2010 года мост опять был закрыт на реконструкцию — для расширения расстояния между мостовыми опорами, чтобы под мостом могли проходить пятитонные суда.
Этому мосту в 2014 году посвятил песню южнокорейский популярный певец Zion.T.
Мост Чамсиль (Чамси́ль-тегё, 잠실대교) построен в 1972 году. Соединяет сеульские районы Кванджин (северный) и Сонпха (южный). Кроме него, есть ещё железнодорожный мост Чамсиль-чхольгё (잠실철교), построенный в 1979 году для поездов второй линии сеульского метро, расположен между станциями Чамсильнару («-нару» означает «паром, речная переправа») и Канвён.
Мост Танса́н (Тансан-чхольгё, 당산철교) — железнодорожный, используется исключительно второй линией Сеульского метрополитена.
Мост Вонхё (Вонхё-тэгё, 원효대교) построен в 1981 году. Использовался как место съёмок фильма «Вторжение динозавра».
Первый в Сеуле двухуровневый мост Чхондам (Чхонда́м-тэгё, 청담대교), начало строительства — 1993 год, окончание — 1999 год, стоимость составила 96,3 млрд вон. Соединяет сеульские районы Кванджин и Каннам. По нижнему уровню проходит 7-я линия сеульского метро, верхний уровень автомобильный. Длина моста 1211 м, ширина 27 м.
Мост Кандо́н (Кандон-тэгё, 강동대교) соединяет южносеульский район Кандон с городом Кури́ в провинции Кёнгидо.
Мост Пхальта́н (Пхальтан-тэгё, 팔당대교) соединяет Ханам и Намъянджу в провинции Кёнгидо. Строительство началось в мае 1986 года, однако столкнулось с проблемами: в марте 1991 из-за сильного ветра часть моста обрушилась, погиб один из строителей. Инспекция выявила недочёты конструкции, после внесённых изменений строительство возобновилось в октябре 1991. Однако уже в мае 1992 были выявлены ещё проблемы конструкции. В итоге мост был достроен только к апрелю 1995 года.
Мост Янгы́н (Янгын-тэгё, 양근대교) в Янпхёне.
Кроме мостов, для пригородной линии Сеульского метро Син Пундан в 2018 году строится туннель под рекой.

## Галерея
- Ханган зимой
- Южное течение Хангана
- Спутниковый снимок Сеула с чётко различимым руслом Хангана
- Новый мост Сонсу (2008 год)
- Мост Тонжчак